# Wander Mateo
Wander Mateo Ramírez (San Juan de la Maguana, 24 de diciembre de 1989) es un deportista dominicano que compite en judo. Ganó una medalla en los Juegos Panamericanos de 2019, y tres medallas en el Campeonato Panamericano de Judo entre los años 2014 y 2021.

## Palmarés internacional
| Juegos Panamericanos    | Juegos Panamericanos | Juegos Panamericanos | Juegos Panamericanos |
| Año                     | Lugar                | Medalla              | Categoría            |
| ----------------------- | -------------------- | -------------------- | -------------------- |
| 2019                    | Lima (Perú)          | Medalla de oro       | –66 kg               |
| Campeonato Panamericano |                      |                      |                      |
| Año                     | Lugar                | Medalla              | Categoría            |
| 2014                    | Guayaquil (Ecuador)  | Medalla de bronce    | –66 kg               |
| 2015                    | Edmonton (Canadá)    | Medalla de plata     | –66 kg               |
| 2021                    | Guadalajara (México) | Medalla de bronce    | –66 kg               |